# Ommata atripes
Ommata atripes är en skalbaggsart som beskrevs av Fisher 1952. Ommata atripes ingår i släktet Ommata och familjen långhorningar.
Artens utbredningsområde är Paraguay. Inga underarter finns listade i Catalogue of Life.